# Резня в Кочевских лесах
Резня на Кочевском Роге или в Кочевских лесах (хорв. Pokolj na Kočevskom Rogu) — ряд убийств, совершённых подразделениями югославских партизан Тито против десятков тысяч воинов словенского домобранства (словенские коллаборационисты) и членов их семей, хотя среди жертв были и хорватские коллаборационисты,  и представители других народов бывших югославских республик. Массовое убийство было совершено во второй половине мая 1945 в районе Кочевский Рога близ городка Кочевье в Словении. В массовых казнях погибло от 10 до 12 тысяч военных и гражданских лиц, в основном военнопленных, репатриированных британской военной властью из Австрии, куда те скрылись. Среди убитых было также около 1000 русских белоэмигрантов, воевавших на стороне фашистов.
Газета «Слободна Далмация» от 12 сентября 1999 разместила заявление секретаря парткома коммунистической югославской тайной полиции (OZNA) Альберта Светины о том, что на Кочевском Роге коммунисты уничтожили по меньшей мере 40 000 мужчин, женщин и детей. По разным свидетельствам, пленников партизаны бросали в разные ямы и пещеры и забрасывали взрывчаткой, или убивали и бросали в один из двух Кочевских оврагов.
Первым публично заговорил (на телевидении) о послевоенных действиях югославских коммунистов в Словении Симо Дубаич, один из командовавших исполнением наказаний. Он признал, что и сам участвовал в массовых расстрелах людей. Дубаич заявил, что «убийства совершила далматинская бригада, а комиссар Милка Планинц лично отбирала коммунистов, которые должны были казнить жертв».